# Røsnæs
Røsnæs är en halvö på Själland i Danmark.   Den ligger i Kalundborgs kommun i Region Själland, i den centrala delen av landet, 100 km väster om Köpenhamn. Røsnæs ligger mellan Kalundborg Fjord och Sejerø Bugt.